# Ferrovia elettrica di Enoshima

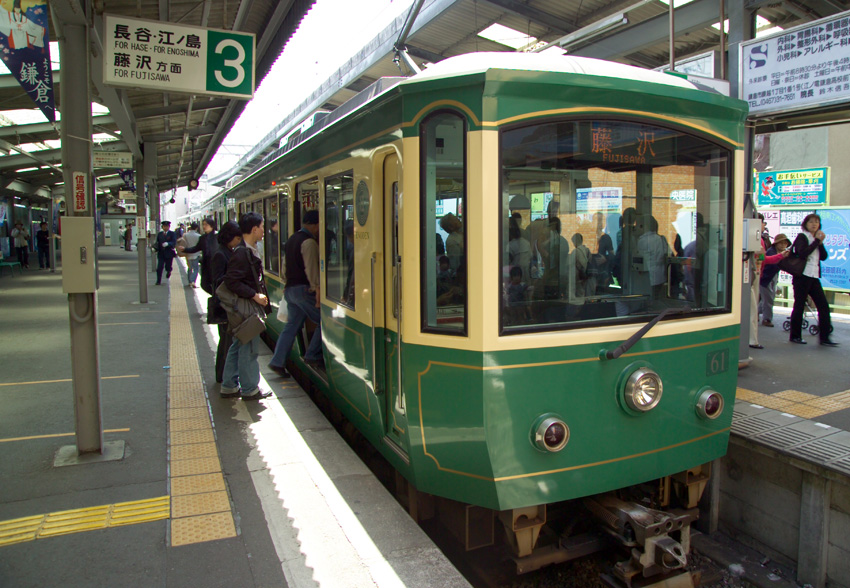
Un convoglio della linea

La ferrovia elettrica di Enoshima (江ノ島電鉄?, Enoshima dentetsu) è una linea metrotranviaria giapponese che collega le città di Kamakura e Fujisawa nella prefettura di Kanagawa.

## Caratteristiche
La ferrovia è prevalentemente in sede riservata, con alcuni tratti in strada, e per questo può essere considerata una metrotranvia. Misura in totale 10 km e lo scartamento è di 1067 mm. La linea è dotata di 15 stazioni a binario singolo. Cinque delle stazioni possono ospitare contemporaneamente due treni per permettere il traffico nelle due direzioni. I veicoli elettrici sono alimentati da catenaria a 600 V in corrente continua. Il segmento fra le stazioni di Kamakura e Koshigoe si trova a Kamakura, mentre il resto della linea, da Enoshima a Fujisawa, si trova in quest'ultima.

## Percorso
| Num. | Stazione                      | Giapponese   | Distanza interst. | Distanza totale | Collegamenti                                                         | Sorpasso | Posizione |
| ---- | ----------------------------- | ------------ | ----------------- | --------------- | -------------------------------------------------------------------- | -------- | --------- |
| EN01 | Fujisawa                      | 藤沢         | -                 | 0.0             | Linea principale Tōkaidō Linea Shōnan-Shinjuku Linea Odakyū Enoshima | ｜       | Fujisawa  |
| EN02 | Ishigami                      | 石上         | 0.6               | 0.6             |                                                                      | ｜       | Fujisawa  |
| EN03 | Yanagikōji                    | 柳小路       | 0.6               | 1.2             |                                                                      | ｜       | Fujisawa  |
| EN04 | Kugenuma                      | 鵠沼         | 0.7               | 1.9             |                                                                      | ◇        | Fujisawa  |
| EN05 | Shōnankaigankōen              | 湘南海岸公園 | 0.8               | 2.7             |                                                                      | ｜       | Fujisawa  |
| EN06 | Enoshima                      | 江ノ島       | 0.6               | 3.3             | Linea Odakyū Enoshima Monorotaia Shōnan                              | ◇        | Fujisawa  |
| EN07 | Koshigoe                      | 腰越         | 0.6               | 3.9             |                                                                      | ｜       | Kamakura  |
| EN08 | Kamakurakōkōmae               | 鎌倉高校前   | 0.8               | 4.7             |                                                                      | ｜       | Kamakura  |
| -    | Posto movimenti di Minegahara | 峰ヶ原信号場 | -                 | -               |                                                                      | ◇        | Kamakura  |
| EN09 | Shichirigahama                | 七里ヶ浜     | 0.9               | 5.6             |                                                                      | ｜       | Kamakura  |
| EN10 | Inamuragasaki                 | 稲村ヶ崎     | 1.2               | 6.8             |                                                                      | ◇        | Kamakura  |
| EN11 | Gokurakuji                    | 極楽寺       | 0.8               | 7.6             |                                                                      | ｜       | Kamakura  |
| EN12 | Hase                          | 長谷         | 0.7               | 8.3             |                                                                      | ◇        | Kamakura  |
| EN13 | Yuigahama                     | 由比ヶ浜     | 0.6               | 8.9             |                                                                      | ｜       | Kamakura  |
| EN14 | Wadazuka                      | 和田塚       | 0.3               | 9.2             |                                                                      | ｜       | Kamakura  |
| EN15 | Kamakura                      | 鎌倉         | 0.8               | 10.0            | Linea Shōnan-Shinjuku Linea Yokosuka                                 | ∧        | Kamakura  |